# Coscineuscelus pulchellus
Coscineuscelus pulchellus là một loài bọ cánh cứng trong họ Attelabidae. Loài này được Suffrian miêu tả khoa học năm 1870.